# Guillermo Campra
Guillermo Martín Campra Elizalde (* 11. März 1997 in Barcelona) ist ein spanischer Kinderdarsteller und Schauspieler.

## Leben
Guillermo Campra interessierte sich bereits in jungen Jahren für die Schauspielerei. Er machte seine ersten Erfahrungen vor der Kamera in Werbespots für das Fernsehen. Wenige Jahre darauf gelang ihm mit dem Film Carlitos y el Campo de los Sueños von Jesús del Cerro der Sprung auf die große Leinwand. Dieser Film, in dem es um Fußball, Freundschaft und Solidarität geht, war sein erster internationaler Erfolg.
Für seine Rolle als Charlie erhielt Campra einige Auszeichnungen und bekam 2009 ein Angebot für die Rolle des jungen Alonso de Montalvo in dem Film Der Adler des Königs (spanischer Originaltitel Águila Roja, la película) sowie für die Fernsehserie Águila Roja. Synchronisiert wurde er dabei für die deutsche Ausgabe des Films von Aaron Lüß.
Beim El Festival de Televisión de León wurde er 2009 dafür in der Kategorie „Bester Schauspieler des Jahres“ ausgezeichnet. Bei den Young Artist Awards 2012 wurde er als einer der besten Jungdarsteller nominiert.
Seine jüngere Schwester Carla Campra (* 16. April 1999) ist ebenfalls Schauspielerin.

## Filmografie (Auswahl)
Fernsehen
- 2008–2009: The Boarding School (El Internado, 3 Folgen)
- 2009–2012: Águila Roja (Fernsehserie, mehr als 50 Folgen)
- 2012: Aída (Folge: 2001 Odisea en el desahucio)
- 2022: Élite (Fernsehserie, 10 Episoden)
- 2022: Crossfire – Tod in der Sonne (Crossfire)

Film
- 2008: Carlitos großer Traum (Carlitos y el Campo de los Sueños)
- 2011: Der Adler des Königs (Águila Roja, la película)